# Zaroślarka pospolita

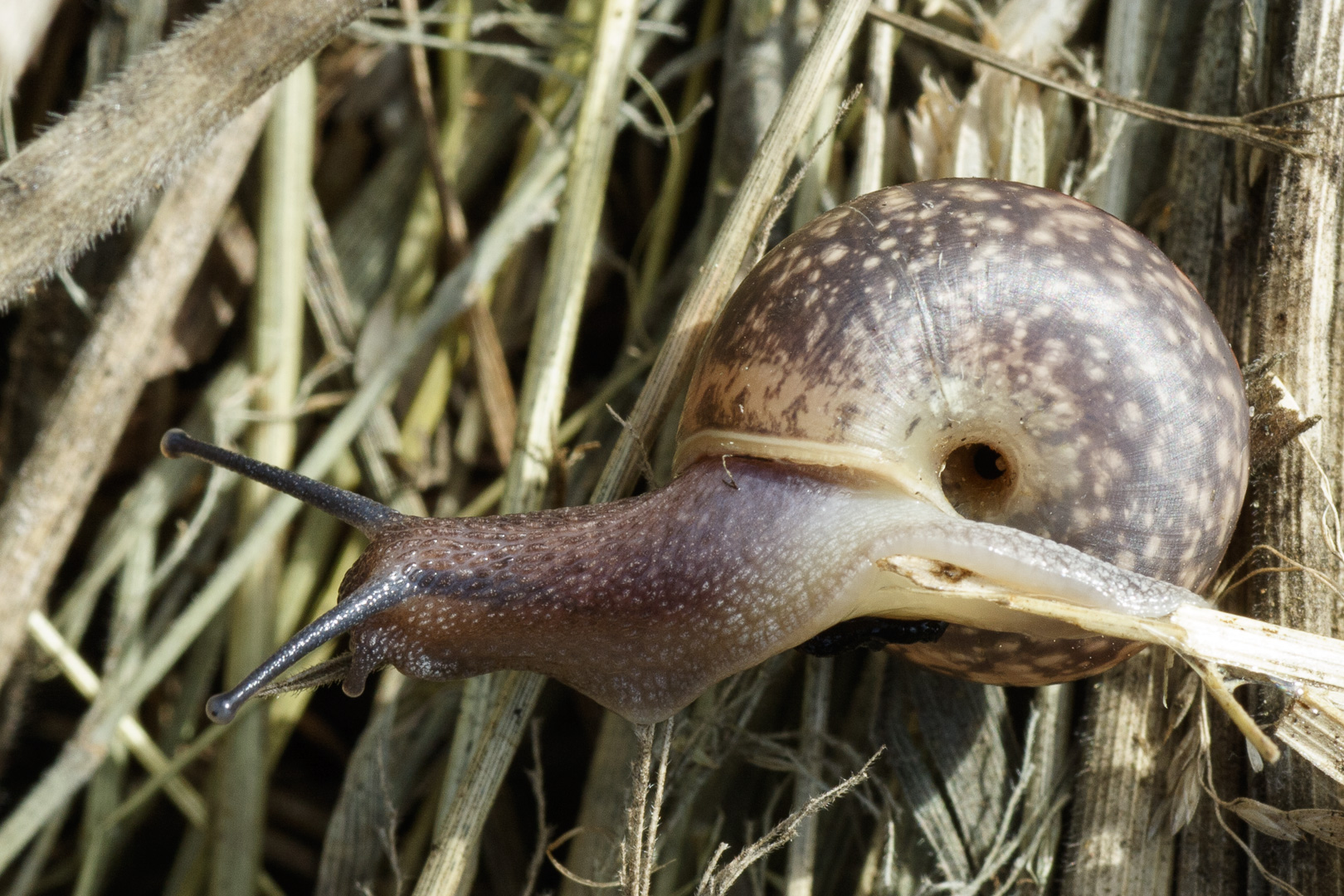
Zaroślarka pospolita – widoczny dołek osiowy

Zaroślarka pospolita (Fruticicola fruticum) – europejski gatunek ślimaka trzonkoocznego (Stylommatophora) z rodziny Camaenidae i podrodziny zaroślarkowatych (Bradybaeninae), jedyny występujący w Polsce przedstawiciel tej rodziny. Muszla szerokości 17–20 mm i wysokości 14–16 mm, ma zmienne ubarwienie, może być jednolicie biaława, żółtawa, różowa lub jasnobrunatna. Spotyka się również osobniki z pojedynczym ciemnobrunatnym paskiem ciągnącym się wzdłuż skrętów. Dołek osiowy zupełnie odkryty. Występuje wyłącznie w Europie (również w europejskiej części Rosji), niekiedy licznie, w wilgotnych, dobrze ocienionych, miejscach (lasy, parki) na wysokich roślinach zielnych, np. pokrzywach, zwykle pod ich liśćmi. W Polsce jest spotykana na obszarze całego kraju.